# Bengt-Thure Molander
Bengt-Thure Fritihof Molander född 8 maj 1918 i Neuilly-sur-Seine Frankrike, död 9 februari 2000 i Funbo, Uppsala, var en svensk präst. 

## Biografi
Molander var son till gymnastikdirektör Fritiof Molander och hans hustru gymnastikdirektör Elsa Ingeborg Turinna af Billbergh. 
Efter att ha avlagt teologie kandidatexamen prästvigdes Molander 1945 för Visby stift och hade olika förordnanden där. 1948–1950 arbetade han med flyktingfrågor för Svenska Israelsmissionen i Paris. Han arbetade därefter under sju år som sekreterare och direktor för ungdomsdepartementet vid Kyrkornas världsråd i Genève. Åren 1960–1967 var han direktor för Samariterhemmet i Uppsala. Därefter var han ansvarig för diakonisekretariatet vid Kyrkornas världsråd åren 1967–1971. Hemkommen till Sverige arbetade han som komminister i Lovö församling. Han utsågs därefter till kyrkoherde i den svenska Sofiaförsamlingen i Paris och verkade där åren 1974–1984. Han utsågs till prost 1981 och pensionerades 1984. Molanders verk och betydelse beskrevs i ett minnesord ha tre drag: Hans engagemang för medmänniskor i utsatthet, hans insatser för ekumeniken samt hans starka och livslånga band med Frankrike. 

## Utmärkelser
- Ordre National du Merite Riddare av den franska Nationella förtjänstorden 1989 [4]